# Winx (5. sezona)
Peta sezona animirane televizijske serije Winx, u SAD-u poznata pod nazivom Winx Club: Beyond Believix (Winx Club: Iznad Believixa), s prikazivanjem je premijerno započela 26. kolovoza 2012. godine na američkom Nickelodeonu, a završila 24. travnja 2013. godine na talijanskom kanalu Rai 2. 
Sezona se u Hrvatskoj prikazivala na Novoj TV i Nickelodeonu s manjim razlikama u datumima prikazivanja. Nova TV je sezonu prikazivala subotom i nedjeljom ujutro, od 6. listopada 2012. do 17. studenoga 2013. godine. Sezona se kasnije, osim ponovnih repriza na Novoj TV, također prikazivala na Mini TV, te 2019. godine na programu Dome TV. Od 20. rujna 2021. godine, sezonu prikazuje i Nicktoons.

## Pozadina
Ovo je prva sezona serije koju je talijanski Rainbow SpA proizveo u suradnji s američkim Nickelodeonom. 

## Radnja
Nova prijetnja Winxicama je Tritannus, kojemu Trixice pomažu da zavlada oceanom. Kako bi ga zaustavile, Winx moraju dobiti moći Harmonix i Sirenix te spasiti Beskrajni Ocean od propasti.

## Hrvatska sinkronizacija
Nakon što je A.V.I.D. proizveo sinkronizaciju prethodnih četiri sezona, seriju od pete sezone nadalje sinkronizira NET. U odnosu na glavnu glumačku postavu prethodnih sezona, Lorena Nosić nastavlja tumačiti ulogu Bloom i naratorice, Marko Jelić nastavlja tumačiti ulogu Brandona, a Nina Benović se vraća u ulozi Flore nakon što je bila zamijenjena u trećoj i četvrtoj sezoni. Željka Vujaković nastavila je tumačiti svoje uloge Stelle i Icy samo u prve dvije epizode sezone. Ostali likovi su dobili nove glasove. Od četrnaeste epizode nadalje, Karmen Sunčana Lovrić zamjenjuje Vandu Winter kao glas Muse. Uvodnu i završnu pjesmu sezone pjeva Nina Kraljić.

### Glavne uloge
Sljedeći glumci su navedeni pod zaslugama u odjavnoj špici pete sezone:
- Lorena Nosić — Bloom, Naratorica
- Nina Benović — Flora
- Željka Vujaković — Stella[a], Icy[a], Mitzi, Lithia, Stellin čuvar Sirenixa, Musin čuvar Sirenixa
- Zrinka Antičević — Stella[b]
- Vanda Winter — Musa[c]
- Karmen Sunčana Lovrić — Musa[d]
- Tana Mažuranić — Tecna
- Lana Blaće — Aisha

### Ostale uloge
- Ana Marija Bokor — Ligea, Omnia
- Alan Katić — Mike
- Antonia Dunjko — Macy
- Branko Smiljanić — Erendor
- Daniel Dizdar — Riven
- Dunja Fajdić — Lemmy
- Goran Vrbanić — Neptune
- Igor Šehić — Roy, Nereus
- Lela Kaplowitz — Daphne
- Jadranka Krištof — Vanessa
- Kristina Habuš — Desiryee
- Kristina Krepela — Diaspro
- Marko Cindrić — Tritannus
- Marko Jelić — Brandon
- Matija Prskalo — Samara, Tecnin čuvar Sirenixa
- Matilda Sorić — Griffin, Luna
- Mirjana Sinožić — Faragonda
- Nikica Viličić — Illiris
- Nikola Marjanović — Helia
- Nina Kraljić — Icy[b]
- Robert Bošković — Timmy
- Vesna Ravenšćak — Griselda

## Epizode
Vidi još: Popis epizoda Winx Cluba
| 105. | 1.  | "Mrlja" "The Spill"                                        | 2. rujna 2012.      | 6. listopada 2012.  |
| U kraljevstvu Andros, Aishin stric Neptun planira okruniti svog sina Nereusa princem. No Nereusov brat blizanac upropasti ceremoniju pa ga Neptun pošalje u zatvor. U međuvremenu, Winx moraju zaustaviti prolijevanje nafte u ocean. |     |                                                            |                     |                     |
| 106. | 2.  | "Tritannusovo uzdizanje" "The Rise of Tritannus"           | 9. rujna 2012.      | 13. listopada 2012. |
| Winxice održavaju koncert kako bi pomogle čišćenju oceana. Tritannus pobjegne iz zatvora uz pomoć Trixica. One mu pomognu da upije zagađenje iz nafte uz pomoć kojeg se pretvara u čudovište i postaje snažniji. |     |                                                            |                     |                     |
| 107. | 3.  | "Povratak u Alfeu" "Return to Alfea"                       | 16. rujna 2012.     | 20. listopada 2012. |
| Winx se vraćaju u Alfeu kako bi razgovarale s ravnateljicom Faragodnom i pokušale saznati nešto o Sirenix knjizi koju moraju pronaći. U knjižnici, Trix napadaju Winx, a Sky doživi nesreću radi koje izgubi pamćenje. |     |                                                            |                     |                     |
| 108. | 4.  | "Povratak u Alfeu" "Return to Alfea"                       | 23. rujna 2012.     | 27. listopada 2012. |
| Krystal pokušava izliječiti Skyja i vratiti mu pamćenje. Tecna se pretvori u zlog robota nakon što Trix bace zle čini na njezin telefon kojim pokušava pronaći Knjigu Sirenixa. |     |                                                            |                     |                     |
| 109. | 5.  | "Lilo" "The Lilo"                                          | 26. kolovoza 2012.  | 3. studenoga 2012.  |
| Na Zemlji, Winx i Trix su u potrazi za misterioznom biljkom zvanom Lilo koja ima čarobne moći. |     |                                                            |                     |                     |
| 110. | 6.  | "Moć Harmonixa" "The Power of Harmonix"                    | 7. listopada 2012.  | 10. studenoga 2012. |
| Winxice pokušavaju otvoriti Knjigu Sirenixa, no bezuspješno. Saznaju da moraju otići u potragu za duginim stvorenjem i dobiti novu moć zvanu Harmonix. Stvari se zakompliciraju kada Trix napadnu Winxice. |     |                                                            |                     |                     |
| 111. | 7.  | "Treptajuće školjke" "The Shimmering Shells"               | 14. listopada 2012. | 17. studenoga 2012. |
| Winx moraju otići u Solariju, Stellin rodni planet, kako bi pronašle kamen samopouzdanja - jedan od kamena koji su potrebni za stjecanje Sirenix transformacije. U međuvremenu, Tritannus je sve jači jer mu Trix pomažu da upija moć iz nafte. Tecna, Bloom i Musa nađu se u opakoj borbi protiv vještica. |     |                                                            |                     |                     |
| 112. | 8.  | "Tajna rubinskog grebena" "Secret of the Ruby Reef"        | 28. listopada 2012. | 24. studenoga 2012. |
| Tritannus upada u podvodnu palaču kralja Neptuna gdje cijelu svoju obitelj pretvara u mutante. Temo također upije snagu očevog mističnog mača. U međuvremenu, Winxice odlaze na Melody, Musin rodni planet. U potrazi za draguljem empatije, Tritannus pretvara Musu u čudovište, a ona se spašava se kada se poveže sa Sonnom, selkijem koji čuva oceanska vrata Meloldyja. Trix i Tritannus stižu do Bloomine sestre Daphne u jezeru Roccaluce te ju otimaju.         |     |                                                            |                     |                     |
| 113. | 9.  | "Kamen empatije" "The Gem of Empathy"                      | 4. studenoga 2012.  | 1. prosinca 2012.   |
| Stella je pogođena čarolijom radi koje postaje trogodišnjakinja. Bloom, Tecna i Aisha odlaze na Zenith, Tecnin rodni planet, kako bi pronašle kamen empatije. Stvari se zakompliciraju kada se Tecna i Aisha posvađaju, a Bloom mora pronaći način kako da ih pomiri kako bi uspješno dobile željeni kamen. |     |                                                            |                     |                     |
| 114. | 10. | "Magix Božić" "A Magix Christmas"                          | 9. prosinca 2012.   | 22. prosinca 2012.  |
| Bloom planira otići kući za Božić, no Trix bacaju čini koje Winx zarobe u Alfei. Winxice daju sve od sebe da pripreme Božićnu zabavu kako bi se Bloom osjećala kao kod kuće. |     |                                                            |                     |                     |
| 115. | 11. | "Trix trikovi" "Trix Tricks"                               | 11. studenoga 2012. | 8. prosinca 2012.   |
| Trix pokušavaju uništiti show koji Specijalisti priređuju u Alfei. Flora, Musa i Stella odlaze na Linpheu, Florin rodni planet, gdje ih čeka test hrabrosti. Bloom i Sky odlaze na spoj, a Trix ih napadnu. |     |                                                            |                     |                     |
| 116. | 12. | "Test hrabrosti" "Test of Courage"                         | 11. studenoga 2012. | 15. prosinca 2012.  |
| Winxice odlaze na proslavu obnove kraljevstva Domino. Bloom zatim otkriva kako je posljednji kamen potreban za stjecanje Sirenix transformacije negdje u oceanu Domina. Sky uspije vratiti svoje sjećanje zahvaljujući privjesku Eraklyona kojeg je pronašao Florin selkij. Nakon borbe protiv Trix u palači Domina, Winx saznaju da je Daphne oteta. |     |                                                            |                     |                     |
| 117. | 13. | "Sirenix"                                                  | 25. studenoga 2012. | 29. prosinca 2012.  |
| Tritannus krade Daphneine Sirenix moći te Trixicama daje Mračni Sirenix. Zajedno sa zatočenom Daphne i Trix, Tritannus ulazu u Beskrajni Ocean. S obzirom da su skupile svo potrebno kamenje, i Winx ulaze u Beskrajni Ocean nakon što dobe svoje nove Sirenix moći. |     |                                                            |                     |                     |
| 118. | 14. | "Carev tron" "The Emperor's Throne"                        | 17. veljače 2013.   | 7. travnja 2013.    |
| Winxice sudjeluju u akciji čišćenja plaže, a Stella organizira modnu reviju. Tritannus postaje jači i spreman je aktivirati carev tron u Beskrajnom Oceanu, no potrebno mu je više onečišćenja. |     |                                                            |                     |                     |
| 119. | 15. | "Stup svijetla" "The Pillar of Light"                      | 24. veljače 2013.   | 14. travnja 2013.   |
| Tritannus krade pečat Stupa Svijetla. Nakon što u Magixu nastane mrak zbog nedostatka sunca, Winxice moraju otići u Beskrajni Ocean i spasiti Stup Svijetla. |     |                                                            |                     |                     |
| 120. | 16. | "Pomrčina" "The Eclipse"                                   | 3. ožujka 2013.     | 21. travnja 2013.   |
| Tritannus bježi s pečatom Stupa Svijetla. Na Solariji, kraljica Luna se brine o bolesnom kralju Radiusu, a Aisha poništava Tritannusovu čaroliju i vraća Nereusa i Tressu natrag u njihov normalni oblik. Faragonda okuplja Winxice u svoj ured i govori im kako se trebaju pripremiti za ovladavanje svojim moćima Sirenixa kako bi pobijedile Tritannusa. Diaspro ponovno pokušava stati između Skyja i Bloom.                                                        |     |                                                            |                     |                     |
| 121. | 17. | "Oko insipiracije" "Faraway Reflections"                   | 10. ožujka 2013.    | 28. travnja 2013.   |
| Daphne potiče Winx da potraže oko inspiracije, ali one ne znaju što je to niti gdje se može pronaći. Na Zemlji, Tritannus pretvara otok smeća u strašno čudovište koje izaziva paniku u Gardeniji. Winx moraju intervenirati prije nego što bude prekasno. |     |                                                            |                     |                     |
| 122. | 18. | "Proždirač" "The Devourer"                                 | 17. ožujka 2013.    | 5. svibnja 2013.    |
| Tritannus preuzima kontrolu nad opasnom ribom koja se zove Proždirač i naređuje joj da proždire sve selkije u Beskrajnom oceanu. Dominu održava se sastanak kraljevskog vijeća gdje se raspravlja o tome što se mora poduzeti kako bi se zaustavilo Tritannusa. No čini se da predstavnici svih kraljevstva imaju različite ideje i gledišta. |     |                                                            |                     |                     |
| 123. | 19. | "Pjevajući kitovi" "The Singing Whales"                    | 31. ožujka 2013.    | 12. svibnja 2013.   |
| Tritannus uzima pečat sa Stupa Ravnoteže što uzrokuje nestabilnost u Magičnoj Dimenziji. Pjevajući kitovi iz Musinog rodnog planeta koji održavaju Melody u ravnoteži odjednom nestaju. |     |                                                            |                     |                     |
| 124. | 20. | "Ljubavni problemi" "The Problems of Love"                 | 31. ožujka 2013.    | 6. listopada 2013.  |
| Darcy i Stormy napadaju Winx iskorištavajući pjevajuće kitove. Musina zadaća je osloboditi kitove koji su pod kontrolom zlih vještica. Icy se počinje razdvajati od svojih sestara jer se zaljubljuje u Tritannusa, a Bloom se ponovno nađe u ljubavnim problemima radi Diaspro. |     |                                                            |                     |                     |
| 125. | 21. | "Savršeni spoj" "A Perfect Date"                           | 7. travnja 2013.    | 13. listopada 2013. |
| Tecna i Timmy planiraju imati savršeni spoj. Winxice moraju spasiti stup kontrole prije nego Tritannus dođe do njega. |     |                                                            |                     |                     |
| 126. | 22. | "Slušaj svoje srce" "Listen to Your Heart"                 | 5. svibnja 2013.    | 20. listopada 2013. |
| Winx odlaze na Zenith, a Tritannus napadne stup kontrole radi čega na Tecninom planetu nastane kaos. |     |                                                            |                     |                     |
| 127. | 23. | "Oko morskog psa" "The Shark's Eye"                        | 12. svibnja 2013.   | 27. listopada 2013. |
| Bloom od Daphne saznaje priču o Politei te zajedno sa Serenom odlazi u potragu za okom morskog psa. U međuvremenu, Stella se suočava s obiteljskom problemima. |     |                                                            |                     |                     |
| 128. | 24. | "Spašavanje Rajskog zaljeva" "Saving Paradise Bay"         | 8. rujna 2013.      | 3. studenoga 2013.  |
| Tritannus donosi kiselu kišu u prekrasne vode Rajskog zaljeva gdje dupini slobodno plivaju. Kako bi spriječile ekološku katastrofu, Winxice moraju pronaći Dah oceana. No provo se moraju suočiti s velikim insektima koji se nalaze u Rajskom Zaljevu. Flora uspješno pronađe Dah oceana te koristi svoju Sirenix moć, Cvijet Sirenixa, kako bi obnovila Rajski Zaljev. Flora time zaslužuje svoju Sirenix želju te zaželi da se ljudi na Zemlji više brinu za planet. |     |                                                            |                     |                     |
| 129. | 25. | "Borba za Beskrajni Ocean" "Battle for the Infinite Ocean" | 15. rujna 2013.     | 10. studenoga 2013. |
| Došao je trenutak borbe protiv Tritannusa i Icy u kojoj se ujedinjuju sve snage Magična Dimenzije. Bloom i Winx moraju zaustaviti Tritannusa prije nego što aktivira Carevo prijestolje. |     |                                                            |                     |                     |
| 130. | 26. | "Tritannusov kraj" "The End of Tritannus"                  | 22. rujna 2013.     | 17. studenoga 2013. |
| Nakon što je napokon uspio aktivirati carevo prijestolje, Tritannus gubi kontrolu nad svojim moćima i samim sobom, a čak se i okreće protiv Icy. Winxice moraju zauvijek poraziti Tritannusa u konačnoj bitci. Bloom na kraju dobije svoju Sirenix želju kojom vrati svoju sestru Daphne u život. |     |                                                            |                     |                     |